# ウォルター・デヴァルー (第5代ヘレフォード子爵)
第5代ヘレフォード子爵ウォルター・デヴァルー（英語: Walter Devereux, 5th Viscount Hereford，1578年 - 1658年1月5日以前）は、イングランドの政治家、貴族。

## 経歴
1578年に初代準男爵サー・エドワード・デヴァルー(初代ヘレフォード子爵ウォルター・デヴァルーの末息子)とその妻キャサリン・アーデンの間の長男として生まれる。
1614年の議会でスタッフォード選挙区から選出されて庶民院議員となった。さらに1621年から1622年の議会でもマールバラ選挙区から、1624年から1625年の議会でもウスターシャー選挙区から選出されて庶民院議員を務めた。
1622年9月22日に父が死去し、第2代準男爵位を継承した。1646年9月14日に本家筋にあたる第3代エセックス伯・第4代ヘレフォード子爵ロバート・デヴァルーが生存している男子なく死去したため、エセックス伯爵位は廃絶したが、ヘレフォード子爵位は初代にさかのぼっての分流である彼によって継承された。
1658年1月5日以前に死去している。

## 爵位/準男爵位
1622年9月22日の父の死により以下の準男爵位を継承。
- 第2代(ウォリック州におけるブロムウィッチ城の)準男爵位 (2nd Baronet, styled "of Castle Bromwich, co. Warwick")

(1611年11月25日の勅許状によるイングランド準男爵位)
1646年9月14日に親族の死により以下の爵位を継承。
- 第5代ヘレフォード子爵 (5th Viscount Hereford)

(1550年2月2日の勅許状によるイングランド貴族爵位)

## 家族
エリザベス・ベスポールと最初の結婚をしたが、彼女との間に子供はできなかった。ついでエリザベス・ナイトレイと再婚。彼女との間に第6代ヘレフォード子爵位を継承するレスター・デヴァルー(1617-1676)を儲けた。